# Tricimba nitida
Tricimba nitida är en tvåvingeart som beskrevs av Curtis W. Sabrosky 1979. Tricimba nitida ingår i släktet Tricimba och familjen fritflugor. Inga underarter finns listade i Catalogue of Life.